# Jackie McNamara
Jackie McNamara (ur. 24 października 1973 w Glasgow) – szkocki piłkarz, który grał na pozycji środkowego obrońcy lub defensywnego pomocnika, oraz trener piłkarski.

## Kariera klubowa
McNamara urodził się w Glasgow. Jest synem Jackiego McNamary Seniora, byłego zawodnika Hibernian F.C. i Celtic F.C. Swoją karierę piłkarską Jackie junior rozpoczął w klubie Dunfermline Athletic F.C. Swój debiut w Scottish Premier League zaliczył w sezonie 1992/1993, a w zespole "The Pars" spędził trzy sezony rozgrywając w nich 79 spotkań i zdobywając 3 gole.
W 1995 roku McNamara został zawodnikiem Celtiku. Kosztował 650 tysięcy funtów, a w jego barwach zadebiutował 4 października w wygranym 1:0 spotkaniu z Falkirk F.C. W swoim pierwszym sezonie grał w pierwszym składzie, a w barwach "The Bhoys" spisywał się na tyle udanie, że został uznany Najlepszym Młodym Piłkarzem w Szkocji. Zarówno w 1996, jak i 1997 roku został z Celtikiem wicemistrzem Szkocji, a swój pierwszy tytuł mistrza kraju wywalczył w sezonie 1997/1998 (zdobył też Puchar Ligi Szkockiej). Miał duży udział w tym sukcesie i uznano go Piłkarzem Roku w Szkocji. W kolejnych sezonach był jednym z czołowych graczy klubu z Glasgow, ale w latach 1999-2000 zostawał tylko wicemistrzem, gdyż prymat dwukrotnie wywalczył odwieczny rywal Celtiku, Rangers F.C. W 2001 roku Celtic pod wodzą Martina O’Neilla po raz pierwszy został mistrzem Szkocji i zdobył także pierwszy od 1995 roku Puchar Szkocji. Po kolejne tytuły mistrzowskie Jackie sięgał w latach 2002 i 2004, a w tym drugim przypadku dziennikarze uznali go najlepszym zawodnikiem ligi. W 2004 i 2005 roku zdobył krajowy puchar, a w 2000 i 2001 – Puchar Ligi. W Celtiku spędził 10 sezonów będąc w tym okresie jednym z najlepszych zawodników drużyny. Rozegrał 255 ligowych spotkań, w których strzelił 10 bramek.
W 2005 roku McNamarze skończył się kontrakt z Celtikiem i na zasadzie wolnego transferu trafił do angielskiego Wolverhampton Wanderers F.C. W zespole "Wilków" swój pierwszy mecz rozegrał 6 sierpnia przeciwko Southampton F.C., w którym padł bezbramkowy remis. Po udanym początku Jackie zerwał więzadła krzyżowe w kolanie we wrześniowym spotkaniu z Leicester City F.C. i do gry wrócił dopiero pod koniec sezonu 2005/2006. W sezonie 2006/2007 rozegrał 19 spotkań dla Wolverhampton, a 25 lipca 2007 podpisał kontrakt z Aberdeen F.C. Po sezonie gry w Aberdeen odszedł do Falkirk F.C. Z kolei na początku 2010 roku został piłkarzem Partick Thistle F.C.
| Sezon   | Klub                         | Kraj    | Rozgrywki                               | Mecze | Bramki |
| ------- | ---------------------------- | ------- | --------------------------------------- | ----- | ------ |
| 1992/93 | Dunfermline Athletic F.C.    | Szkocja | Scottish Premier League                 | 3     | 0      |
| 1993/94 | Dunfermline Athletic F.C.    | Szkocja | Scottish Premier League                 | 39    | 0      |
| 1994/95 | Dunfermline Athletic F.C.    | Szkocja | Scottish Premier League                 | 30    | 2      |
| 1995/96 | Dunfermline Athletic F.C.    | Szkocja | Scottish Premier League                 | 7     | 1      |
| 1995/96 | Celtic F.C.                  | Szkocja | Scottish Premier League                 | 26    | 1      |
| 1996/97 | Celtic F.C.                  | Szkocja | Scottish Premier League                 | 30    | 1      |
| 1997/98 | Celtic F.C.                  | Szkocja | Scottish Premier League                 | 31    | 2      |
| 1998/99 | Celtic F.C.                  | Szkocja | Scottish Premier League                 | 16    | 0      |
| 1999/00 | Celtic F.C.                  | Szkocja | Scottish Premier League                 | 23    | 0      |
| 2000/01 | Celtic F.C.                  | Szkocja | Scottish Premier League                 | 30    | 3      |
| 2001/02 | Celtic F.C.                  | Szkocja | Scottish Premier League                 | 20    | 0      |
| 2002/03 | Celtic F.C.                  | Szkocja | Scottish Premier League                 | 19    | 1      |
| 2003/04 | Celtic F.C.                  | Szkocja | Scottish Premier League                 | 27    | 1      |
| 2004/05 | Celtic F.C.                  | Szkocja | Scottish Premier League                 | 34    | 1      |
| 2005/06 | Wolverhampton Wanderers F.C. | Anglia  | Football League Championship            | 10    | 0      |
| 2006/07 | Wolverhampton Wanderers F.C. | Anglia  | Football League Championship            | 19    | 0      |
| 2007/08 | Aberdeen F.C.                | Szkocja | Scottish Premier League                 | 17    | 0      |
| 2008/09 | Falkirk F.C.                 | Szkocja | Scottish Premier League                 | 29    | 0      |
| 2009/10 | Falkirk F.C.                 | Szkocja | Scottish Premier League                 | 13    | 0      |
| 2009/10 | Partick Thistle F.C.         | Szkocja | Scottish Football League First Division | 4     | 0      |
| 2010/11 | Partick Thistle F.C.         | Szkocja | Scottish Football League First Division |       |        |

## Kariera reprezentacyjna
W reprezentacji Szkocji McNamara zadebiutował 5 października 1996 roku w wygranym 2:0 wyjazdowym spotkaniu z Łotwą, rozegranym w ramach eliminacji do Mistrzostw Świata we Francji. W 1998 roku został powołany przez Craiga Browna do kadry na ten turniej. Tam zagrał we dwóch spotkaniach grupowych: zremisowanym 1:1 z Norwegią i przegranym 0:3 z Marokiem. Ostatni mecz w kadrze rozegrał w 2005 roku przeciwko Norwegii (2:1). Był to jego 33. występ w reprezentacji.